# Staphylinochrous euryperialis
Staphylinochrous euryperialis là một loài bướm đêm thuộc họ Anomoeotidae. Loài này có ở Cameroon, Cộng hòa Trung Phi, Uganda và Zimbabwe.